# Странный B-мезон
Странный B-мезон (Bs-мезон) — мезон, который состоит из двух кварков: нижнего антикварка и странного кварка. Его античастицей является B
s -мезон, состоящий из нижнего кварка и странного антикварка.
Странные B-мезоны отмечены за их способность к осциллировать между материей и антиматерией через бокс-диаграмму с Δms = 17.77 ± 0.10 (stat) ± 0.07 (syst) ps−1, измеренной экспериментом CDF в лаборатории Ферми. Мезон, состоящий из нижнего антикварка и странного кварка, может самопроизвольно превратиться в антимезон, состоящий из нижнего кварка и странного антикварка, и наоборот.
25 сентября 2006 года лаборатория Ферми объявила об открытии осцилляций BS-мезона, известных ранее только теоретически. Согласно пресс-релизу Фермилаб,
Рональд Котулак, пишущий для Chicago Tribune, назвал частицу «странной» и заявил, что мезон «может открыть дверь в новую эру физики», где доказано взаимодействие с «жутким царством антивещества».
Лучшее понимание мезона является одной из основных целей эксперимента LHCb, проведенного на Большом адронном коллайдере. 24 апреля 2013 года физики ЦЕРН из коллаборации LHCb объявили, что впервые наблюдали нарушение СР-инвариантности при распаде странного B-мезона. Ученые впервые обнаружили распад BS-мезона на два мюона, поставив под сомнение теорию суперсимметрии.
Физик ЦЕРН Тара Ширс (Tara Shears) описала наблюдения за нарушениями CP-инвариантности как «проверку достоверности Стандартной модели физики».

## Редкие распады
Редкие распады BS-мезонов являются важным тестом Стандартной модели. Доля распадов странного b-мезона на два мюона очень точно предсказывается как Br(Bs → µ+µ-)SM = (3,66 ± 0,23) × 10−9 . Любое отклонение от этой вероятности будет указывать на возможную физику за пределами Стандартной модели, такую как суперсимметрия. Первое значимая оценка была получена из комбинации экспериментальных данных LHCb и CMS:
{\displaystyle Br(B_{s}\rightarrow \mu ^{+}\mu ^{-})=2.8_{-0.6}^{+0.7}\times 10^{-9}}
Этот результат не выходит за рамки Стандартной модели и накладывает ограничения на возможные расширения теории.